# كولكتيف ديجيتال ستوديو
كولكتيف ديجيتال ستوديو صياغتها بالعربية «الاستوديو الرقمي التشاركي»، كما يشار إليها أيضا ب (سي دي لإس CDS)، وهي عبارة عن شبكة متعددة القنوات على موقع يوتيوب مقرها الرئيسي في منطقة لوس انجليس. تتألف من خمسة مكاتب فرعية تقع في لوس أنجلوس ديترويت ناشفيل (تينيسي) وسان فرانسيسكو ونيويورك وبيفرلي هيلز، تمثل أكثر من 100 قناة شريكة لها، جنبا إلى جنب تحقق معدل أكثر من 200 مليون مشاهدة شهريا، وتصل إلى واحد من بين كل ستة أشخاص من جيل الألفية.
كولكتيف ديجيتال ستوديو يتربع حاليا على قائمة المتصدرين في قائمة القنوات الأكثر اشتراكا في المركز ال12 وهو ما يجعله واحدة من أكبر 50 شبكة على اليوتوب
ويتم دعم وتمويل كولكتيف ديجيتال ستوديو بصيغة الأستوديو الرقمي الجماعي لخلق الحيوية والإبداع والابتكار التنافسي من الخيال والحيال العلمي لصالح قناة يوتوب، وطواحد من الأمثلة التعاقد مع "زدوروفيتسكي"، و«رومان اتوود» و«دينيس رودي» للعب دور البطولة في إنتاج فيلم تحت عنوان «بطبيعتهم ولدوا مخادعون»، حيث تسعى الشركة الشركة التي على دعم وتطوير محتوى الإبداع والابتكار على موقع اليوتوب العالمي.

## لمحة تاريخية
تأسست في عام 2011 من قبل وكيل هوليوود مايكل غرين، والاستوديو الرقمي التشاركي (كولكتيف ديجيتال ستوديو) هو خدمة كاملة على موقع يوتيوب تجمع شبكة شركاء تعمل تحت إدارة الإنتاج الإعلامي لشركة «كوليكتيف» The Collective التي تأسست سنة 2005.

## وصلات خارجية
- Collective Digital Studio Expands Internationally, Sells 20% Stake
- YouTube stars get Hollywood superagents
- Collective Digital Studio Taps Ex-FremantleMedia Exec as SVP of Sales & Branded Entertainment
- The horrors of web TV